# آرانس
آرانس (به لاتین: Arans) یک روستا در آندورا با جمعیت ۲۲۸ نفر است که در اوردینو واقع شده‌است.